# Vineland (New Jersey)
Vineland è una città situata nella contea di Cumberland, nel New Jersey (Stati Uniti d'America). Secondo il censimento del 2000 la città aveva una popolazione di 56.271 abitanti, salita a 58.505 nel 2007.
Con Millville e Bridgeton è la città principale della Vineland-Millville-Bridgeton Primary Metropolitan Statistical Area che riunisce tutti i centri abitati della contea per fini statistici.
Vineland fu aggregata come sobborgo da un atto della New Jersey Legislature il 28 maggio 1880 da porzioni della Landis Township, basandosi su un referendum popolare tenutosi tre giorni prima. Il 1º luglio 1952 Vineland e la Landis Township furono incorporati sulla base della consultazione referendaria del 5 febbraio 1952.